# 11ns Premis del Cinema Europeu

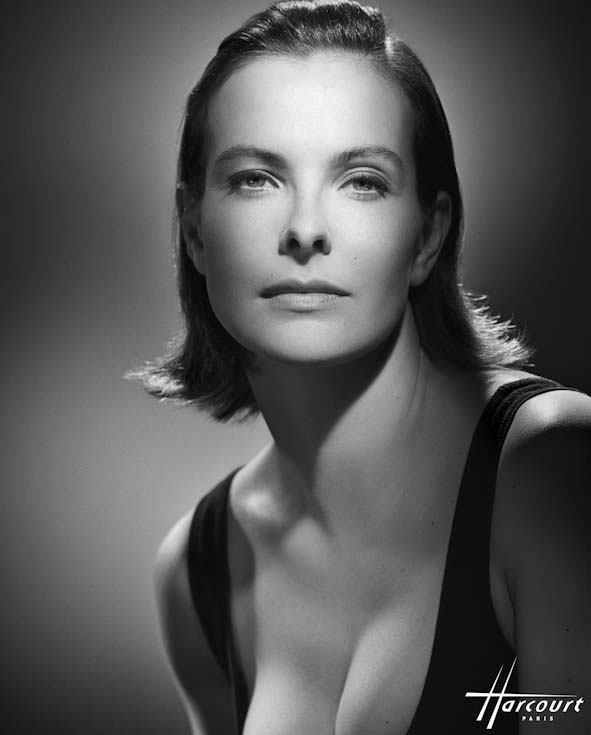
Carole Bouquet, presentadora de l'edició

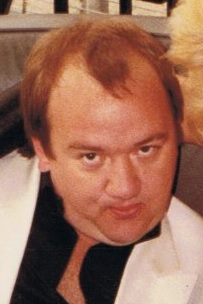
Mel Smith, presentador de l'edició

Els 11ns Premis del Cinema Europeu, presentats per l'Acadèmia del Cinema Europeu, van reconèixer l'excel·lència del cinema europeu. La cerimònia va tenir lloc el 4 de desembre de 1998 a l'edifici de l'Old Vic Theatre a Londres. Els dos presentadors de la cerimònia foren l'actor i director de cinema anglès Mel Smith i l'actriu francesa Carole Bouquet.
En aquesta edició l'Acadèmia del Cinema Europeu va canviar el nom dels premis (la referència a l'any en curs es va ometre del nom dels premis), així com el procés d'atorgament. Va ampliar el ventall de premiats amb una nova categoria, el millor curtmetratge europeu, i el "Premi del Públic de l'Acadèmia del Cinema Europeu" no va ser el Millor Pel·lícula, sinó el Millor Director. El públic també escolliria premis al millor director, actor i actriu. En total foren nominades 26 pel·lícules de 14 països.
Cap pel·lícula va rebre un nombre excepcionalment elevat de nominacions, el drama Festen del debutant danès Thomas Vinterberg només va guanyar un premi tres nominacions, el Premi Fassbinder. L'actor-director italià Roberto Benigni va tornar a casa amb dos premis de dues nominacions: el seu drama La vida és bella  va ser la Millor pel·lícula europea i va rebre el premi al Millor actor europeu per la seva interpretació del paper principal. La resta de premis es van repartir cadascun a una pel·lícula. El premi a la millor pel·lícula no europea va ser a la pel·lícula estatunidenca de ciència-ficció The Truman Show protagonitzada per Jim Carrey. El premi especial fou per a l'actor britànic Jeremy Irons.

## Pel·lícules seleccionades
- Aprile - director: Nanni Moretti
- Bin ich schön? - directora: Doris Dörrie
- Carne trémula - director: Pedro Almodóvar
- Comedian Harmonists - director: Joseph Vilsmaier
- Festen - director: Thomas Vinterberg
- Gypsy Magic - director: Stole Popov
- Idioterne - director: Lars von Trier
- Kleine Teun - director: Alex van Warmerdam
- Knoflíkáři - director: Petr Zelenka
- La parole amore esiste - director: Mimmo Calopresti
- La Vie rêvée des anges - director: Érick Zonca
- La vida és bella - director: Roberto Benigni
- Le Nain rouge - director: Yvan Le Moine
- Lola rennt - director: Tom Tykwer
- Love Is the Devil: Study for a Portrait of Francis Bacon - director: John Maybury
- My Name Is Joe dirigit per Ken Loach
- O Rio do Ouro - director: Paulo Rocha
- Coneixem la cançó - director: Alain Resnais
- Pro uródov i liudei (Про уродов и людей) - director: Aleksei Balabànov
- Rosie - director: Patrice Toye
- Seul contre tous - director: Gaspar Noé
- Sliding Doors director: Peter Howitt
- The Butcher Boy - director: Neil Jordan
- El general - director: John Boorman
- Tic Tac - director: Daniel Alfredson
- Zugvögel … Einmal nach Inari - director: Peter Lichtefeld

## Guanyadors i nominats
Els guanyadors estan en fons groc i en negreta.

### Millor pel·lícula europea
| Títol                  | Director(s)       | Productor(s)                    | País       |
| ---------------------- | ----------------- | ------------------------------- | ---------- |
| La vida és bella       | Roberto Benigni   | Gianluigi Braschi Elda Ferri    | Itàlia     |
| The Butcher Boy        | Neil Jordan       | Redmond Morris Stephen Woolley  | Irlanda    |
| Carne trémula          | Pedro Almodóvar   | Agustín Almodóvar               | Espanya    |
| Festen                 | Thomas Vinterberg | Birgitte Hald Morten Kaufmann   | Dinamarca  |
| La Vie rêvée des anges | Érick Zonca       | François Marquis                | França     |
| Lola rennt             | Tom Tykwer        | Stefan Arndt                    | Alemanya   |
| My Name is Joe         | Ken Loach         | Ulrich Felsberg Rebecca O'Brien | Regne Unit |

### Premi Fassbinder
| Títol                  | Director(s)       | Productor(s)                  | País      |
| ---------------------- | ----------------- | ----------------------------- | --------- |
| Festen                 | Thomas Vinterberg | Birgitte Hald Morten Kaufmann | Dinamarca |
| La Vie rêvée des anges | Érick Zonca       | François Marquis              | França    |

### Millor actriu europea
| Receptor(s)                      | Títol                  |
| -------------------------------- | ---------------------- |
| Élodie Bouchez · Natacha Régnier | La Vie rêvée des anges |
| Dinara Drukarova                 | Pro uródov i liudei    |
| Annet Malherbe                   | Kleine Teun            |

### Millor actor europeu
| Receptor(s)     | Títol            |
| --------------- | ---------------- |
| Roberto Benigni | La vida és bella |
| Javier Bardem   | Carne trémula    |
| Peter Mullan    | My Name Is Joe   |
| Ulrich Thomsen  | Festen           |

### Millor guió europeu
| Receptor(s)                     | Títol             |
| ------------------------------- | ----------------- |
| Peter Howitt                    | Sliding Doors     |
| Agnès Jaoui · Jean-Pierre Bacri | Coneixem la cançó |
| Lars von Trier                  | Idioterne         |
| Alex van Warmerdam              | Kleine Teun       |

### Millor fotografia
| Receptor(s)      | Títol                |
| ---------------- | -------------------- |
| Adrian Biddle    | The Butcher Boy      |
| Thierry Arbogast | Gat negre, gat blanc |
| Dany Elsen       | Le Nain rouge        |
| Joseph Vilsmaier | Comedian Harmonists  |

### Millor documental - Prix arte
| Resultat                     | Títol | Director(s)      | País   |
| ---------------------------- | ----- | ---------------- | ------ |
| Documental Europeu Guanyador | -     | Claudio Pazienza | Itàlia |

### Millor curtmetratge
| Resultat                     | Títol   | Director(s)  | País   |
| ---------------------------- | ------- | ------------ | ------ |
| Documental Europeu Guanyador | Un Jour | Marie Paccou | França |

### Premi del mèrit europeu al Cinema Mundial
| Receptor(s)       | Títol                         |
| ----------------- | ----------------------------- |
| Stellan Skarsgård | Amistad Good Will Hunting     |
| Antonio Banderas  | La màscara del Zorro          |
| Pierce Brosnan    | El demà no mor mai            |
| Gérard Depardieu  | L'home de la màscara de ferro |
| Emma Thompson     | Primary Colors                |
| Kate Winslet      | Titanic                       |

### Premis del Públic
Els guanyadors dels Premis Jameson Escollit pel Públic van ser escollits per votació en línia.

#### Millor director
| Receptor(s)     | Títol    |
| --------------- | -------- |
| Roland Emmerich | Godzilla |

#### Millor actor
| Receptor(s)      | Títol                |
| ---------------- | -------------------- |
| Antonio Banderas | La màscara del Zorro |

#### Millor actriu
| Receptor(s)  | Títol   |
| ------------ | ------- |
| Kate Winslet | Titanic |

### Premi a la carrera
- Jeremy Irons

### Premi FIPRESCI
- Bure baruta de Goran Paskaljević

## Galeria

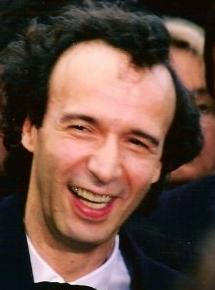
Roberto Benigni, millor pel·lícula i millor actor
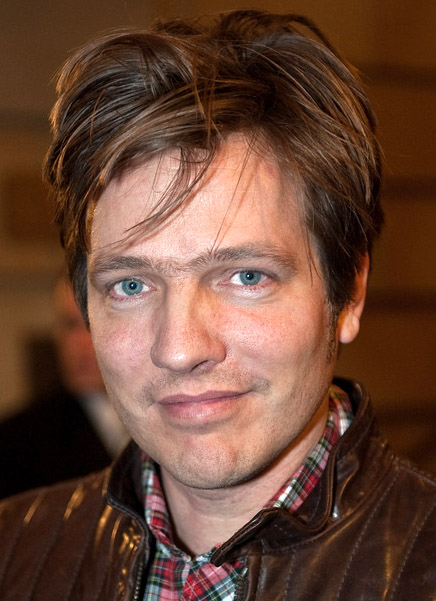
Thomas Vinterberg, millor nou descobriment
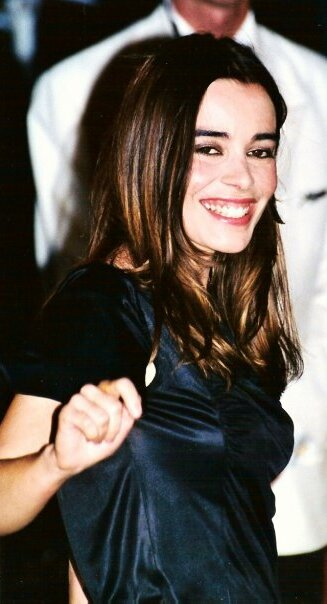
Elodie Bouchez, millor actriu
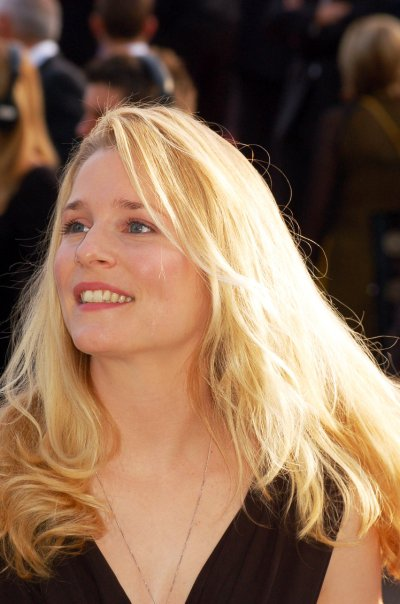
Natacha Régnier, millor actriu
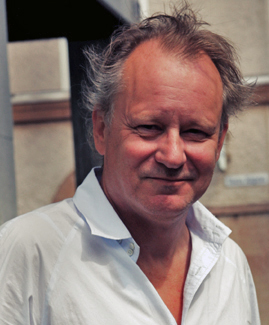
Stellan Skarsgård, mèrit europeu al cinema mundial
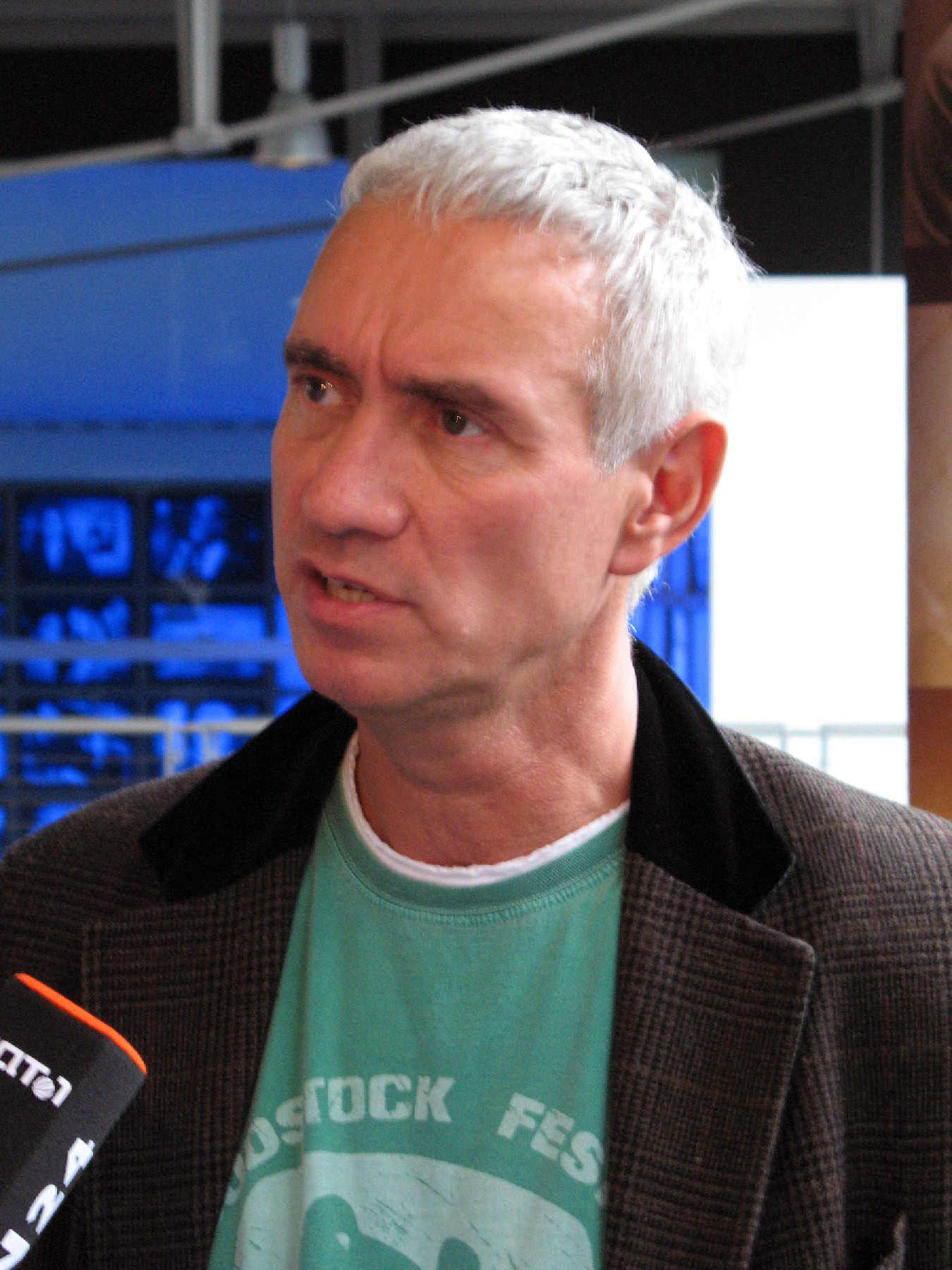
Roland Emmerich, premi del públic al millor director
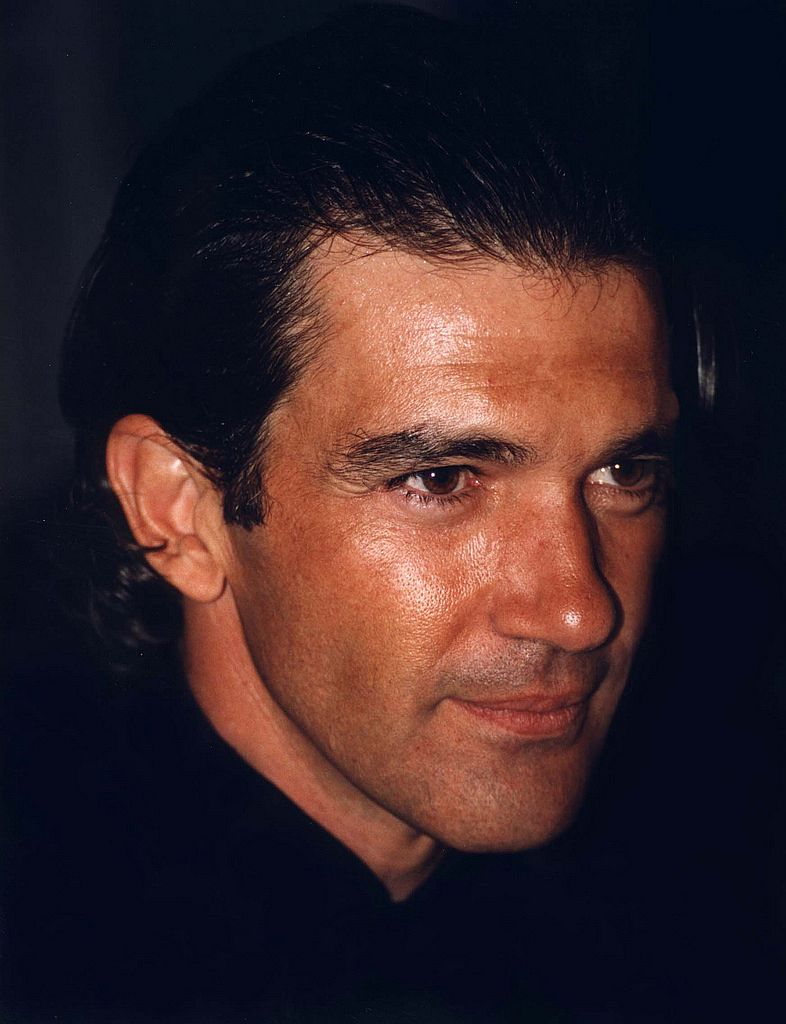
Antonio Banderas, premi del públic al millor actor
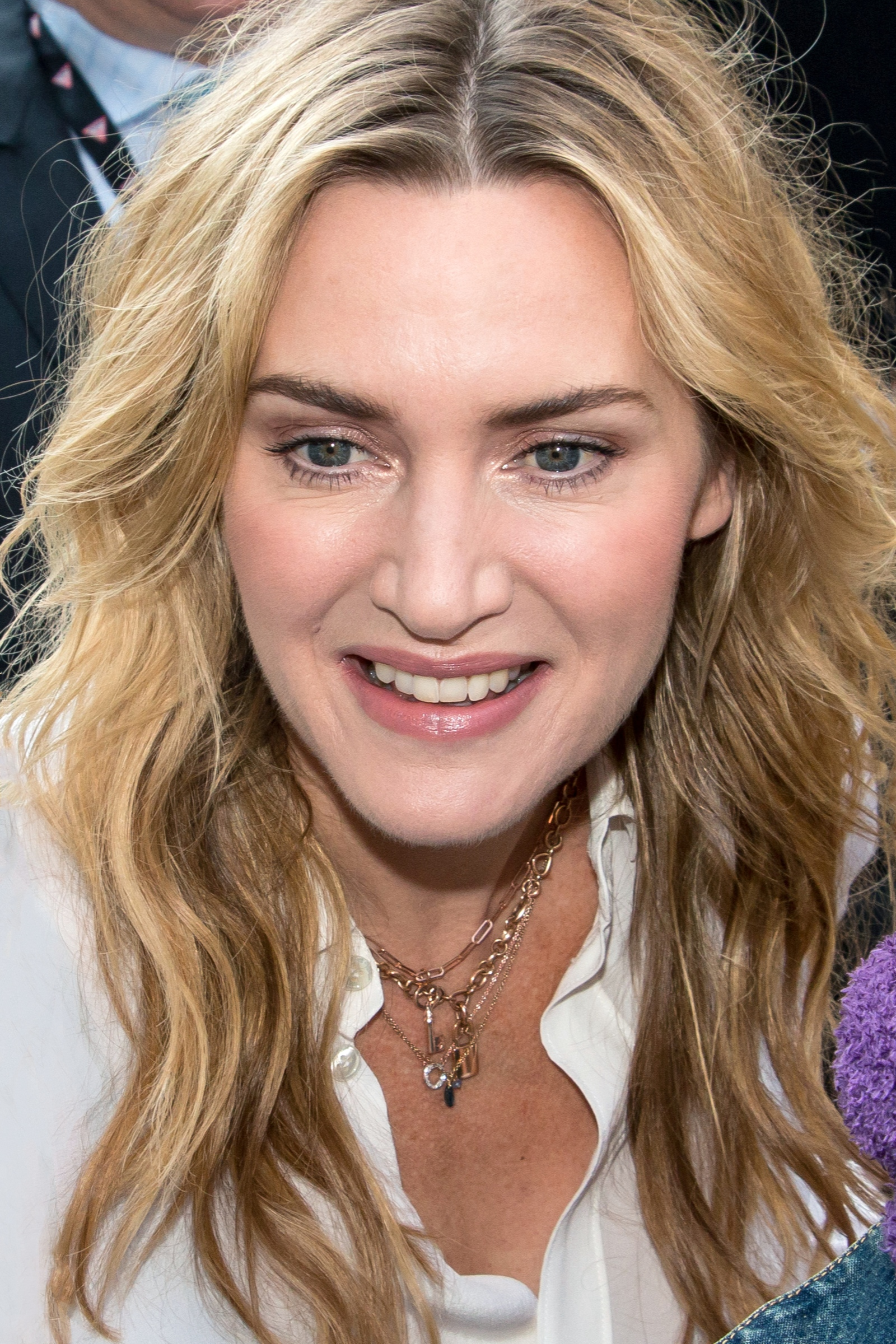
Kate Winslet, premi del públic a la millor actriu
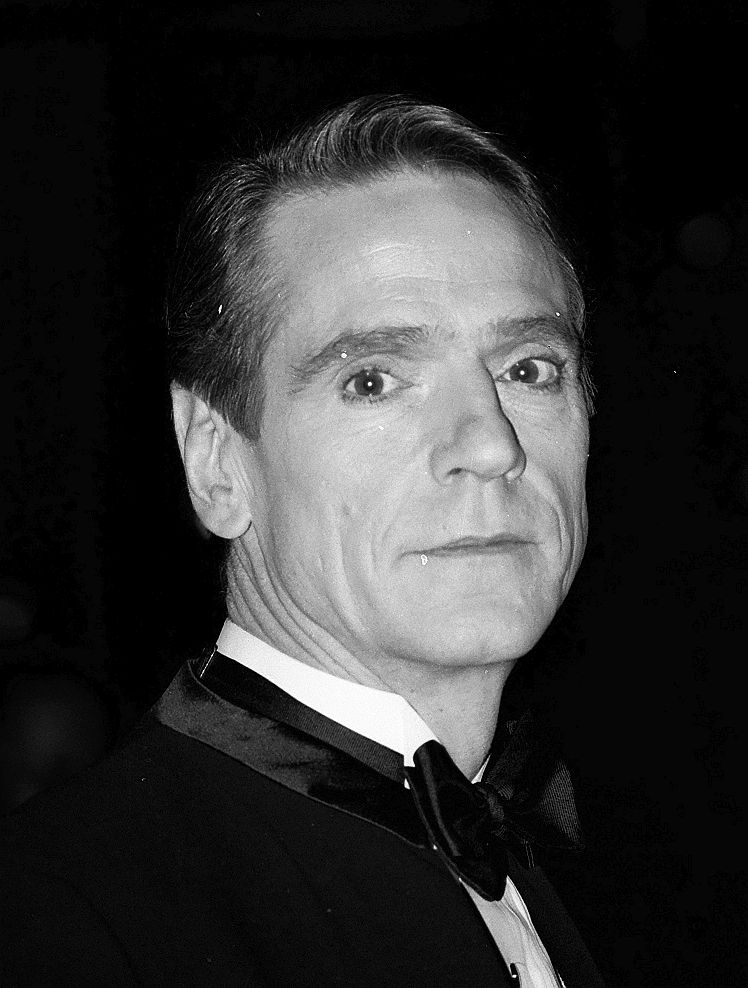
Jeremy Irons, premi a la trajectòria
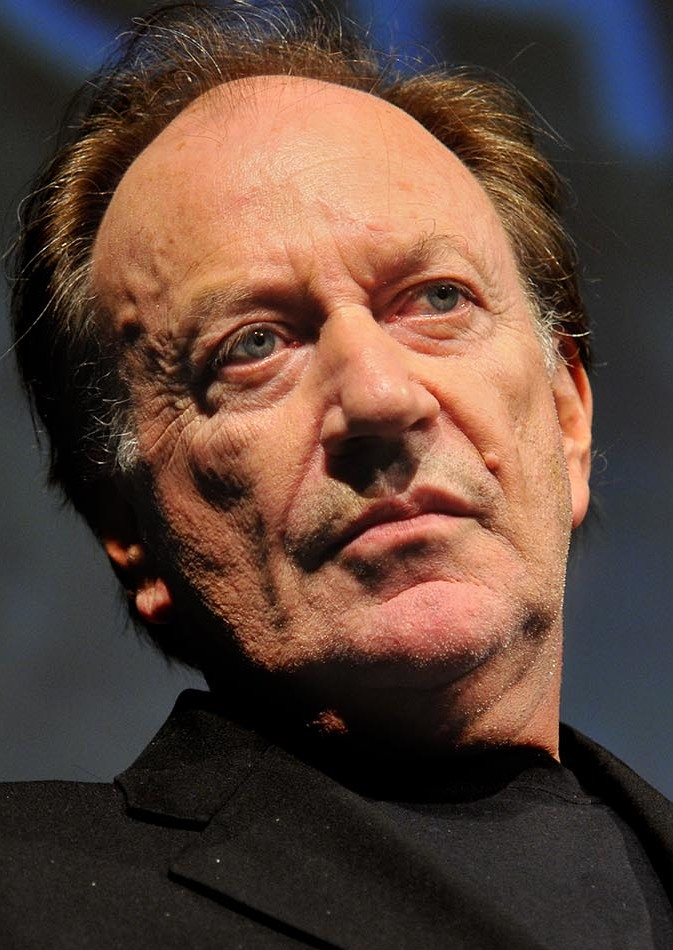
Goran Paskaljević, premi FIPRESCI